# 菅原由勢
菅原 由勢（すがわら ゆきなり、2000年6月28日 - ）は、愛知県豊川市出身のプロサッカー選手。EFLチャンピオンシップ・サウサンプトンFC所属。ポジションはディフェンダー、ミッドフィールダー。日本代表。

## 来歴

### プロ入り前
ASラランジャ豊川出身。2018年2月23日、名古屋グランパスから2種登録されたことが発表された。その翌日に開催された2018年シーズンのJ1リーグ開幕戦対ガンバ大阪戦でスタメンフル出場。17歳7か月27日でのJ1リーグ開幕戦先発は史上2位の記録（1位は稲本潤一の17歳6か月）。

### 名古屋グランパス
2018年3月31日、第5節への出場によりプロA契約締結条件を満たし、同年4月6日に名古屋とプロ契約。17歳10か月でのプロ契約は名古屋史上最年少。

### AZアルクマール
2019年6月18日、オランダ1部のAZアルクマールへの期限付き移籍加入が発表された。7月25日、UEFAヨーロッパリーグ予選2回戦のBKヘッケン戦で初出場を果たした。8月4日、開幕戦のフォルトゥナ・シッタートで開幕スタメンを飾ると移籍後初ゴールを決めた。2020年2月23日、AZは買取オプションの行使を発表し、翌シーズンからの完全移籍が決定した。2025年夏までの5年契約となる。2022年1月には「ヨハン・クライフ・タレント・オブ・ザ・マンス」の月間若手MVP、2023年8月にはエールディヴィジにおける8月度の『チーム・オブ・ザ・マンス（月間ベストイレブン）』に選出。

### サウサンプトン
2024年7月14日、プレミアリーグのサウサンプトンFCへの完全移籍が発表された。2028年6月までの4年契約となる。

### 代表
2020年10月、親善試合に挑む日本代表に初選出された。10月9日、カメルーン代表戦で原口元気に代わって途中出場から代表デビューを果たした。しかし翌年に開催された東京オリンピックではメンバーから漏れた。
2023年3月、キリンチャレンジカップに挑むメンバーに選出され、ウルグアイ戦で日本代表初先発を飾った。同年6月、キリンチャレンジカップに挑むメンバーに選出され、エルサルバドル戦、ペルー戦では両試合ともに先発出場を果たした。ドイツ戦では先制点をアシストし、2点目の起点にもなった。同年11月のW杯2次予選のシリア戦で代表初ゴールを記録した。

## 所属クラブ
- ASラランジャ豊川
- 名古屋グランパスU15
- 名古屋グランパスU18
  - 2018年2月 - 同年12月 名古屋グランパス（2種登録選手）
- 2018年4月 - 2020年 名古屋グランパス
  - 2019年6月 - 2020年6月 AZアルクマール（期限付き移籍）
- 2020年 - 2024年7月 AZアルクマール
- 2024年 - サウサンプトンFC

## 個人成績
| 国内大会個人成績 | 国内大会個人成績 | 国内大会個人成績 | 国内大会個人成績 | 国内大会個人成績 | 国内大会個人成績 | 国内大会個人成績 | 国内大会個人成績 | 国内大会個人成績 | 国内大会個人成績 | 国内大会個人成績 | 国内大会個人成績 |
| 年度             | クラブ           | 背番号           | リーグ           | リーグ戦         | リーグ戦         | リーグ杯         | リーグ杯         | オープン杯       | オープン杯       | 期間通算         | 期間通算         |
| 年度             | クラブ           | 背番号           | リーグ           | 出場             | 得点             | 出場             | 得点             | 出場             | 得点             | 出場             | 得点             |
| 日本             | 日本             | 日本             | 日本             | リーグ戦         | リーグ戦         | リーグ杯         | リーグ杯         | 天皇杯           | 天皇杯           | 期間通算         | 期間通算         |
| ---------------- | ---------------- | ---------------- | ---------------- | ---------------- | ---------------- | ---------------- | ---------------- | ---------------- | ---------------- | ---------------- | ---------------- |
| 2018             | 名古屋           | 41               | J1               | 13               | 0                | 4                | 0                | 1                | 0                | 18               | 0                |
| 2019             | 名古屋           | 24               | J1               | 0                | 0                | 6                | 0                | -                | -                | 6                | 0                |
| オランダ         | オランダ         | オランダ         | オランダ         | リーグ戦         | リーグ戦         | リーグ杯         | リーグ杯         | KNVBカップ       | KNVBカップ       | 期間通算         | 期間通算         |
| 2019-20          | AZ               | 26               | エールディヴィジ | 16               | 2                | -                | -                | 1                | 0                | 17               | 2                |
| 2020-21          | AZ               | 26               | エールディヴィジ | 25               | 2                | -                | -                | 1                | 0                | 26               | 2                |
| 2021-22          | AZ               | 2                | エールディヴィジ | 33               | 1                | -                | -                | 4                | 0                | 37               | 1                |
| 2022-23          | AZ               | 2                | エールディヴィジ | 31               | 3                | -                | -                | 2                | 0                | 33               | 3                |
| 2023-24          | AZ               | 2                | エールディヴィジ | 30               | 4                | -                | -                | 2                | 0                | 32               | 4                |
| イングランド     | イングランド     | イングランド     | イングランド     | リーグ戦         | リーグ戦         | FLカップ         | FLカップ         | FAカップ         | FAカップ         | 期間通算         | 期間通算         |
| 2024-25          | サウサンプトン   | 16               | プレミア         | 30               | 1                | 2                | 0                | 0                | 0                | 32               | 1                |
| 通算             | 日本             | 日本             | J1               | 13               | 0                | 10               | 0                | 1                | 0                | 24               | 0                |
| 通算             | オランダ         | オランダ         | エールディヴィジ | 135              | 12               | -                | -                | 10               | 0                | 145              | 12               |
| 通算             | イングランド     | イングランド     | プレミア         | 30               | 1                | 2                | 0                | 0                | 0                | 32               | 1                |
| 総通算           | 総通算           | 総通算           | 総通算           | 178              | 13               | 12               | 0                | 11               | 0                | 201              | 13               |

- 2018年は2種登録

その他の公式戦
| 2019-20 | ヨングAZ | 26       | エールステ | 7 | 0 | 7 | 0 |
| 通算    | オランダ | オランダ | エールステ | 7 | 0 | 7 | 0 |
| 総通算  | 総通算   | 総通算   | 総通算     | 7 | 0 | 7 | 0 |

- 2022年
  - エールディヴィジ・プレーオフ 3試合0得点

| 国際大会個人成績 | 国際大会個人成績 | 国際大会個人成績 | 国際大会個人成績 | 国際大会個人成績 |
| 年度             | クラブ           | 背番号           | 出場             | 得点             |
| UEFA EL          | UEFA EL          | UEFA EL          | UEFA EL          | UEFA EL          |
| ---------------- | ---------------- | ---------------- | ---------------- | ---------------- |
| 2019-20          | AZ               | 26               | 7                | 1                |
| 2020-21          | AZ               | 26               | 3                | 0                |
| 通算             | UEFA             | UEFA             | 10               | 1                |

その他の国際公式戦
- 2019年
  - ELプレーオフ 4試合0得点
- 2020年
  - CLプレーオフ 2試合0得点
- 2021年
  - ELプレーオフ 2試合0得点
- 2021-22年
  - UEFAヨーロッパカンファレンスリーグ 8試合0得点
- 2022年
  - UEFAヨーロッパカンファレンスリーグ予選 2試合0得点
- 2022-23年
  - UEFAヨーロッパカンファレンスリーグ 12試合1得点

## タイトル

### 個人
- JFAプレミアカップ・ベストイレブン（2015年）
- 日本クラブユースサッカー選手権(U-15)大会・優秀選手（2015年）
- エールディビジ「ヨハン・クライフ・タレント・オブ・ザ・マンス（月間若手MVP）」（2022年1月）
- エールディビジ「チーム・オブ・ザ・マンス（月間ベストイレブン）」（2023年8月）
- JPFAアワード（JPFA）・ベストイレブン：1回（2024年）

## 代表歴
- 国際Aマッチ初出場 - 2020年10月9日 国際親善試合 vsカメルーン代表（スタディオン・ハルヘンワールト）
- 国際Aマッチ初得点 - 2023年11月21日 2026 FIFAワールドカップ・アジア2次予選 vsシリア代表（プリンス・アブドゥッラー・アル・ファイサル・スタジアム）

### 出場大会
- U-15日本代表
  - 日本・中央アジアU-15サッカー交流プログラム（2015年）
  - AFC U-16選手権2016予選（2015年9月）
- U-16日本代表
  - U-16インターナショナルドリームカップ2016（2016年6月）
  - AFC U-16選手権2016（2016年9月）
- U-17日本代表
  - サニックス杯2017（2016年3月）
  - FIFA U-17ワールドカップ（2017年10月）
- U-18日本代表
  - SBSカップ 国際ユースサッカー（2018年）
- U-19日本代表
  - ロシア遠征（2018年）
  - メキシコ遠征（2018年）
  - AFC U-19選手権（2018年）
  - ブラジル遠征（2018年）
- U-20日本代表
  - 欧州遠征（2019年）
  - FIFA U-20ワールドカップ（2019年）
- U-22日本代表
  - キリンチャレンジカップ（2019年）
- U-24日本代表候補
  - SAISON CARD CUP 2021（2021年）
- 日本代表
  - 欧州遠征（2020年）
  - キリンチャレンジカップ（2023年）
  - 2026 FIFAワールドカップ・アジア2次予選兼AFCアジアカップ 2027・予選（2023年、2024年）
  - AFCアジアカップ2023（2024年）
  - 2026 FIFAワールドカップ・アジア3次予選 (2024年～)

### 試合数
- 国際Aマッチ 15試合 2得点（2020年 - ）

| 日本代表 | 国際Aマッチ | 国際Aマッチ |
| 年       | 出場        | 得点        |
| -------- | ----------- | ----------- |
| 2020     | 1           | 0           |
| 2023     | 7           | 1           |
| 2024     | 6           | 1           |
| 2025     | 1           | 0           |
| 通算     | 15          | 2           |

### 出場
| No. | 開催日         | 開催都市         | スタジアム                                             | 対戦国                 | 結果  | 監督   | 大会                                                               |
| --- | -------------- | ---------------- | ------------------------------------------------------ | ---------------------- | ----- | ------ | ------------------------------------------------------------------ |
| 1.  | 2020年10月9日  | ユトレヒト       | スタディオン・ハルヘンワールト                         | カメルーン             | △0-0  | 森保一 | 国際親善試合                                                       |
| 2.  | 2023年3月24日  | 東京             | 国立競技場                                             | ウルグアイ             | △1-1  | 森保一 | キリンチャレンジカップ 2023                                        |
| 3.  | 2023年3月28日  | 大阪             | ヨドコウ桜スタジアム                                   | コロンビア             | ●1-2  | 森保一 | キリンチャレンジカップ 2023                                        |
| 4.  | 2023年6月15日  | 豊田             | 豊田スタジアム                                         | エルサルバドル         | ○6-0  | 森保一 | キリンチャレンジカップ 2023                                        |
| 5.  | 2023年6月20日  | 吹田             | パナソニックスタジアム吹田                             | ペルー                 | ○4-1  | 森保一 | キリンチャレンジカップ 2023                                        |
| 6.  | 2023年9月9日   | ヴォルフスブルク | フォルクスワーゲン・アレーナ                           | ドイツ                 | ○4-1  | 森保一 | 国際親善試合                                                       |
| 7.  | 2023年10月17日 | 神戸             | ノエビアスタジアム神戸                                 | チュニジア             | ○2-0  | 森保一 | キリンチャレンジカップ 2023                                        |
| 8.  | 2023年11月21日 | ジッダ           | プリンス・アブドゥッラー・アル・ファイサル・スタジアム | シリア                 | ○5-0  | 森保一 | 2026 FIFAワールドカップ・アジア2次予選兼AFCアジアカップ 2027・予選 |
| 9.  | 2024年1月1日   | 東京             | 国立競技場                                             | タイ                   | ○5-0  | 森保一 | TOYO TIRES CUP 2024                                                |
| 10. | 2024年1月14日  | ドーハ           | アル・トゥマーマ・スタジアム                           | ベトナム               | ○4-2  | 森保一 | AFCアジアカップ2023                                                |
| 11. | 2024年1月19日  | ライヤーン       | エデュケーション・シティ・スタジアム                   | イラク                 | ●1-2  | 森保一 | AFCアジアカップ2023                                                |
| 12. | 2024年3月21日  | 東京             | 国立競技場                                             | 朝鮮民主主義人民共和国 | ○1-0  | 森保一 | 2026 FIFAワールドカップ・アジア2次予選兼AFCアジアカップ 2027・予選 |
| 13. | 2024年6月6日   | ヤンゴン         | トゥウンナ・スタジアム                                 | ミャンマー             | ○5-0  | 森保一 | 2026 FIFAワールドカップ・アジア2次予選兼AFCアジアカップ 2027・予選 |
| 14. | 2024年11月15   | ジャカルタ       | ゲロラ・ブン・カルノ・スタジアム                       | インドネシア           | 〇4-0 | 森保一 | 2026 FIFAワールドカップ・アジア3次予選                             |

### ゴール
| No. | 開催日         | 開催都市   | スタジアム                                             | 対戦国       | 結果  | 大会                                                               |
| --- | -------------- | ---------- | ------------------------------------------------------ | ------------ | ----- | ------------------------------------------------------------------ |
| 1.  | 2023年11月21日 | ジッダ     | プリンス・アブドゥッラー・アル・ファイサル・スタジアム | シリア       | ○5-0  | 2026 FIFAワールドカップ・アジア2次予選兼AFCアジアカップ 2027・予選 |
| 2   | 2024年11月15日 | ジャカルタ | ゲロラ・ブン・カルノ・スタジアム                       | インドネシア | 〇4-0 | 2026 FIFAワールドカップ・アジア3次予選                             |